# Apamea suffusca
Apamea suffusca là một loài bướm đêm trong họ Noctuidae.